# Level-Editor

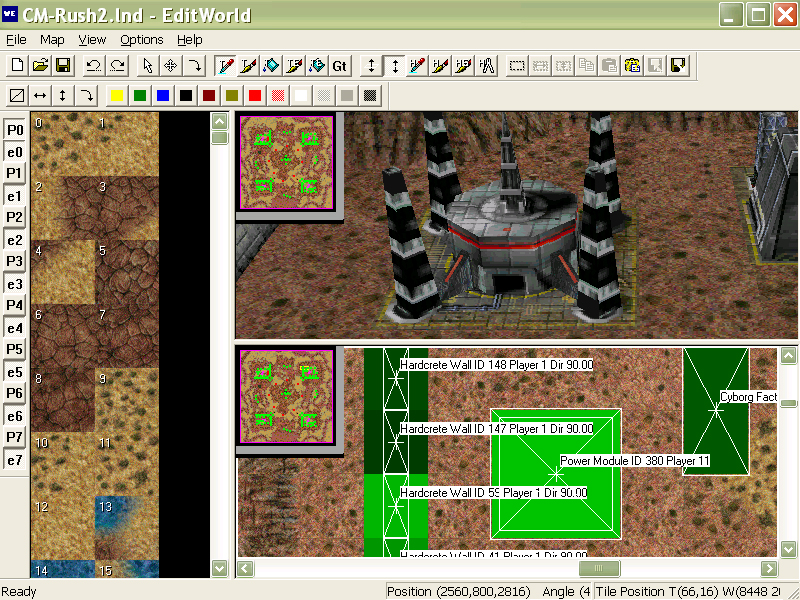
Der Karten-Editor des freien Echtzeitstrategiespiels Warzone 2100

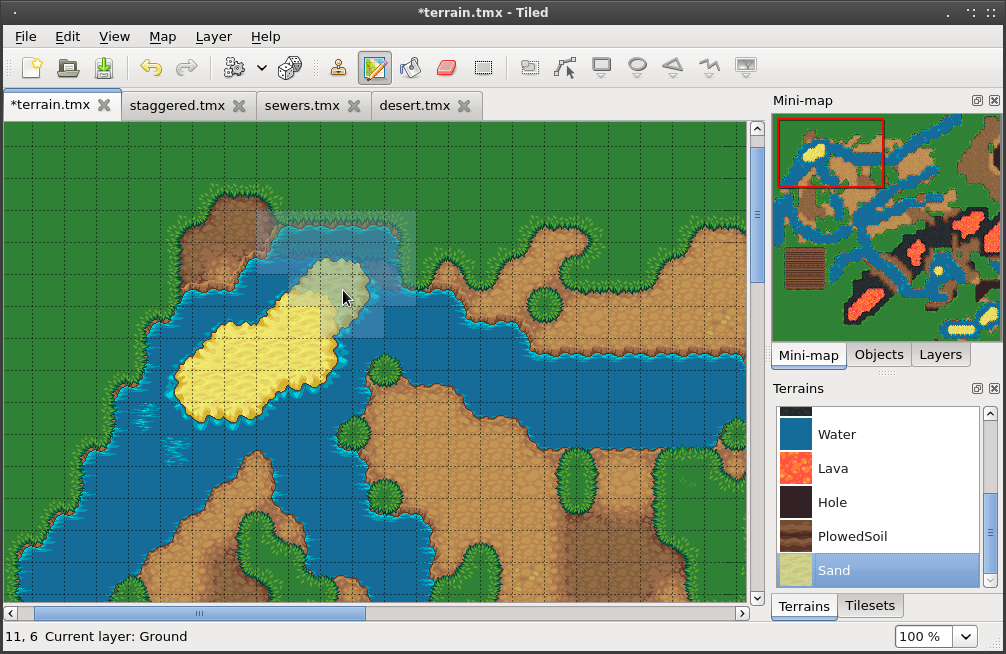
TilEd, ein aus Kachelgrafik basierender Karteneditor

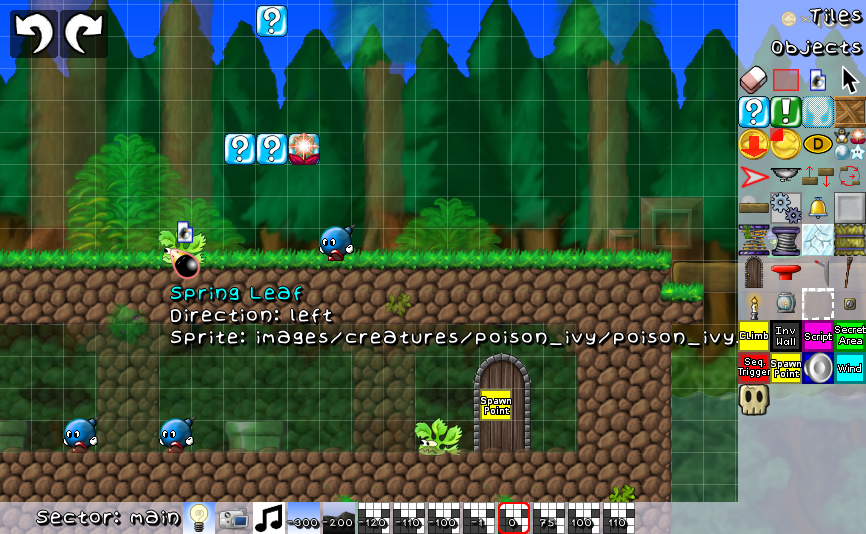
Integrierter Level-Editor im freien Jump ’n’ Run SuperTux

Ein Level-Editor (auch Karten-, Map-, Kampagnen- oder Szenario-Editor) ist ein Computerprogramm zum Erstellen und Bearbeiten von 2D- oder 3D-Umgebungen und Szenarien für Computerspiele.
Die Software kommt bei der Spieleentwicklung insbesondere durch den Leveldesigner zum Einsatz und ist in der Regel spezifisch auf das Erstellen von Leveln für ein bestimmtes Spiel oder eine Spiel-Engine zugeschnitten. Manchmal werden die Programme zusammen mit einem Spiel oder später separat veröffentlicht, sodass Spielern ermöglicht wird, Spielumgebungen anzupassen oder neue Abschnitte und Szenarien zu kreieren und zu teilen. In Fällen, in denen der Hersteller eines Spiels keinen Editor zur Verfügung stellt, ist auch von Drittanbietern oder Fans des Spiels veröffentlichte Software nicht unüblich.
Der Editor kann im Spiel-Client selbst integriert oder als separates Programm erhältlich sein. Grundsätzlich verfügt ein Karteneditor über eine grafische Benutzeroberfläche, die auch von Benutzern mit wenig Programmierkenntnissen bedient werden kann. Für geschulte Nutzer kann die Software darüber hinaus umfangreiche Skriptsprachen bereitstellen, mit deren Hilfe zusätzliche Dynamik und Interaktivität in das Spiel gebracht werden kann. Der Übergang zum Software Development Kit (SDK) und der Integrierten Entwicklungsumgebung (IDE) einer Spiel-Engine ist dabei fließend.
Die Veröffentlichung von Level-Editoren, die auch in der Spielentwicklung genutzt werden, sind ein verbreitetes Mittel, die Langzeitmotivation für Spieler zu erhöhen und Spieler so langfristig an die eigenen Produkte zu binden. Durch steten Nachschub von Inhalten durch Drittanbieter, sogenannter custom maps (von englisch ‚benutzerdefinierte Karten‘), können Spiele ihre Fangemeinde oftmals vergrößern und sie auch über die übliche Lebenszeit vergleichbarer Produkte hinaus am Leben erhalten. Manche Entwickler unterstützen die Erstellung eigener Inhalte durch Spieler mit Wettbewerben, in denen die besten eingesandten Level prämiert werden, oder veröffentlichen diese Level nachträglich als offiziellen Teil des Spiels.

## Level-Editoren (Auswahl)
- Adventure Construction Set, frühes Beispiel zur Erstellung eigenständiger 2D-Adventures
- Build Editor für Duke Nukem 3D (GT Interactive, 1996)
- DromEd für Thief (Eidos Interactive, ab 1998)
- GtkRadiant, unterstützt eine Vielzahl an Formaten
- Hammer Editor für Spiele der Source-Engine
- Sandbox für Far Cry (Ubisoft, 2004)
- StarCraft Campaign Editor für StarCraft (Blizzard Entertainment, 1998)[1]
- STOMP-Editor für Drakan (Psygnosis, 1999) und The Suffering (Midway Games, 2004)[2]
- UnrealEd für Unreal (GT Interactive, ab 1998) und Deus Ex (Eidos Interactive, 2000)
- World Editor für Warcraft III (Blizzard Entertainment, 2002)
- Worldcraft für Half-Life (Sierra Studios, 1998)

## Spiele mit integrierten Level-Editoren (Auswahl)
- Anno 1602 (Sunflowers, 1998)
- Geometry Dash (RobTop Games, 2013)
- Lode Runner (Brøderbund, 1983)
- Stunts (Mindscape, 1990)
- Super Mario Maker (Nintendo, 2015), das Spielprinzip fußt auf einem Level-Editor
- Super Tux (SuperTux Development Team, 2000)
- Trackmania (Nadeo, ab 2003)